# Витело (лунный кратер)
Кратер Витело (лат. Vitello) — крупный ударный кратер в юго-западной части видимой стороны Луны находящийся на южной границе Моря Влажности. Название присвоено в честь средневекового польского учёного Эразма Циолека Витело (1220—1280) и утверждено Международным астрономическим союзом в 1935 г. Образование кратера относится к раннеимбрийскому периоду.

## Описание кратера

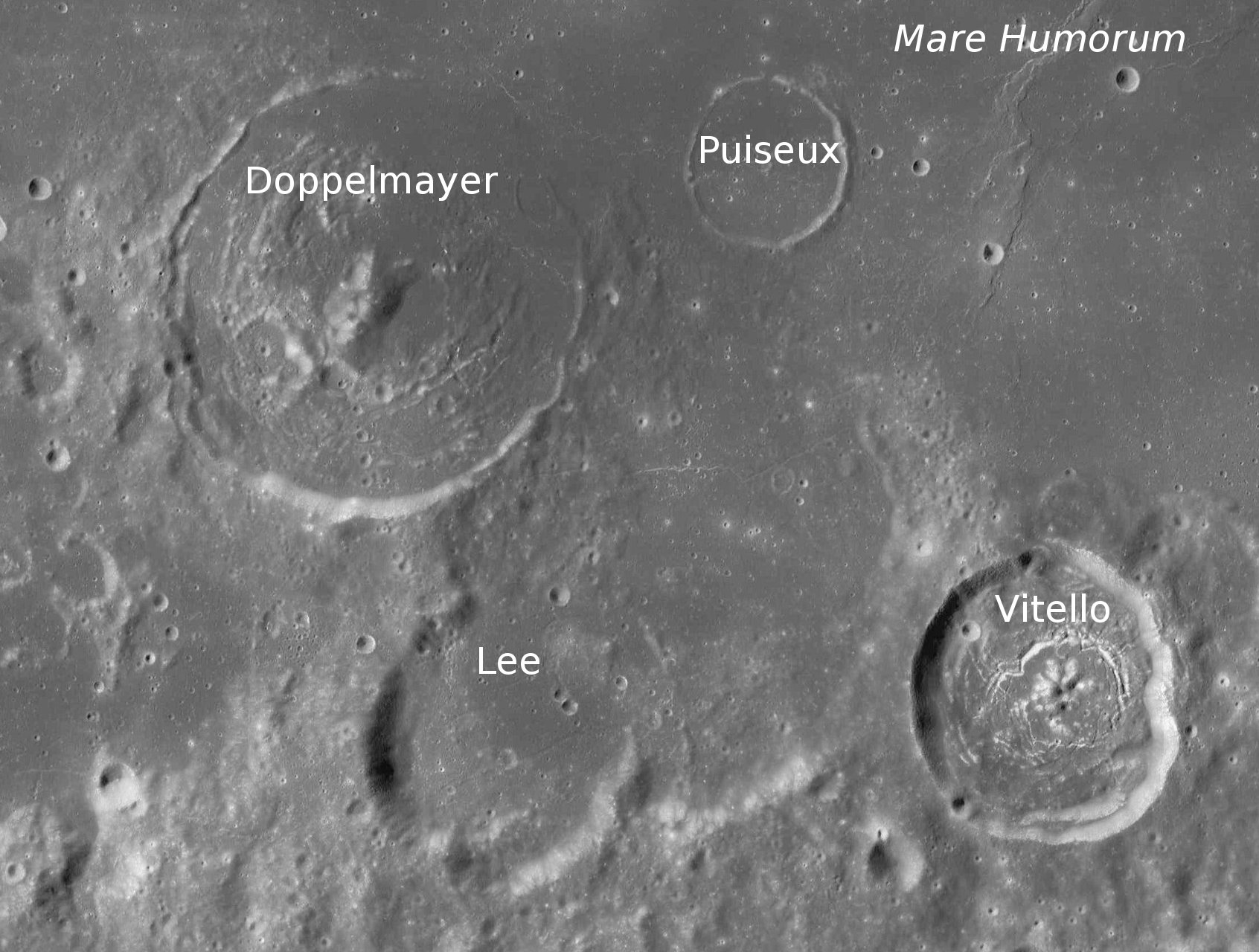
Окрестности кратера Витело. Снимок Lunar Reconnaissance Orbiter.

Ближайшими соседями кратера являются кратер Ли на западе, кратеры Доппельмайер и Пюизе на северо-западе, кратер Данторн на востоке, кратеры Рамсден и Лепот на востоке-юго-востоке и кратер Клаузиус на юго-западе. На севере от кратера находится Море Влажности, на востоке Болото Эпидемий, на юго-западе Озеро Превосходства. Среди других деталей лунного рельефа надо упомянуть борозды Гиппала, мыс Кельвина и уступ Кельвина на северо-западе от кратера Витело, а также борозды Рамсдена на юго-западе. Селенографические координаты центра кратера 30°25′ ю. ш. 37°33′ з. д. / 30,42° ю. ш. 37,55° з. д., диаметр 42,5 км, глубина 1,7 км.

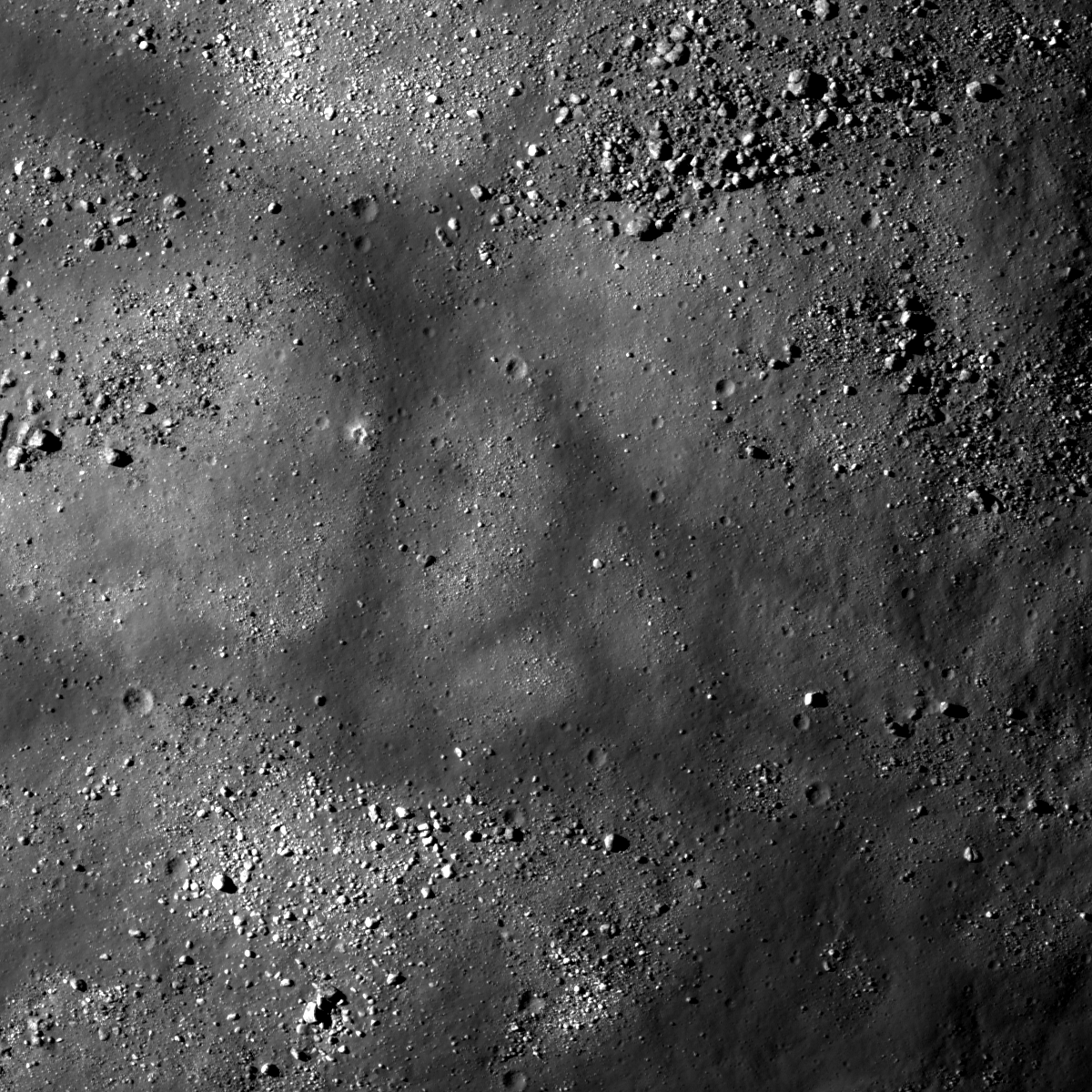
Участок центрального пика кратера Витело. Снимок Lunar Reconnaissance Orbiter с разрешением 50 см на пиксель.

Кратер достаточно хорошо сохранился, вал четко очерчен и имеет острую кромку. Форма кратера близка к циркулярной в западной части, в восточной части нарушена. Средняя высота вала кратера над окружающей местностью 1050 м, объем кратера составляет приблизительно 1 300 км³. Дно чаши пересеченное, имеется группа центральных пиков и концентрическая система борозд. В северо-западной части чаши находится приметный небольшой кратер.

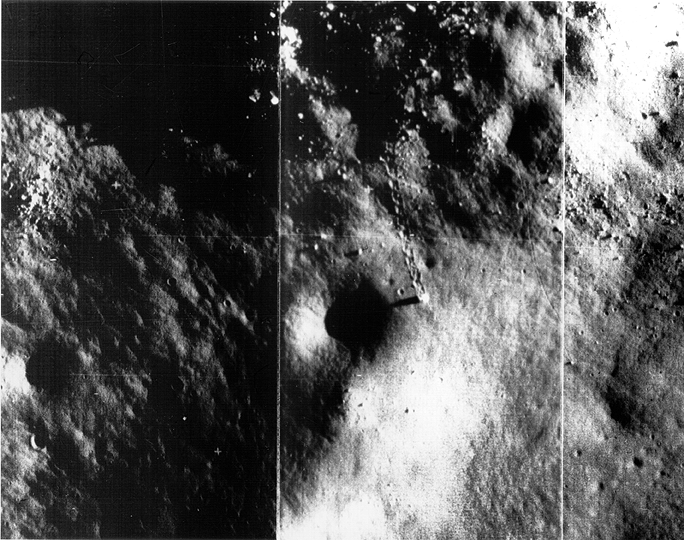
Снимок Lunar Orbiter - V на котором видны следы валунов скатившихся с центральных пиков кратера

Некоторыми учеными высказывалось предположение, что Витело является вулканической кальдерой, а не ударным кратером, однако данные последних наблюдений и анализ снимков Лунар Орбитер – V в высоком разрешании не подтверждают эту гипотезу.

## Сечение кратера
На приведенном графике представлено сечение кратера в различных направлениях, масштаб по оси ординат указан в футах, масштаб в метрах указан в верхней правой части иллюстрации.

## Сателлитные кратеры
| Витело | Координаты                                            | Диаметр, км |
| ------ | ----------------------------------------------------- | ----------- |
| A      | 34°07′ ю. ш. 41°58′ з. д. / 34,11° ю. ш. 41,97° з. д. | 23,1        |
| B      | 31°10′ ю. ш. 35°27′ з. д. / 31,17° ю. ш. 35,45° з. д. | 10,9        |
| C      | 32°26′ ю. ш. 42°35′ з. д. / 32,43° ю. ш. 42,58° з. д. | 16,5        |
| D      | 33°10′ ю. ш. 41°04′ з. д. / 33,17° ю. ш. 41,06° з. д. | 16,9        |
| E      | 29°11′ ю. ш. 35°49′ з. д. / 29,18° ю. ш. 35,82° з. д. | 7,3         |
| G      | 32°12′ ю. ш. 37°40′ з. д. / 32,2° ю. ш. 37,67° з. д.  | 32,2        |
| H      | 32°48′ ю. ш. 43°08′ з. д. / 32,8° ю. ш. 43,13° з. д.  | 11,6        |
| K      | 31°48′ ю. ш. 37°38′ з. д. / 31,8° ю. ш. 37,63° з. д.  | 12,9        |
| L      | 31°38′ ю. ш. 35°19′ з. д. / 31,63° ю. ш. 35,32° з. д. | 6,2         |
| M      | 32°23′ ю. ш. 36°01′ з. д. / 32,39° ю. ш. 36,02° з. д. | 6,2         |
| N      | 32°07′ ю. ш. 36°05′ з. д. / 32,12° ю. ш. 36,09° з. д. | 4,8         |
| P      | 31°12′ ю. ш. 38°26′ з. д. / 31,2° ю. ш. 38,43° з. д.  | 8,3         |
| R      | 32°57′ ю. ш. 37°04′ з. д. / 32,95° ю. ш. 37,06° з. д. | 3,2         |
| S      | 30°50′ ю. ш. 35°14′ з. д. / 30,84° ю. ш. 35,23° з. д. | 5,8         |
| T      | 33°49′ ю. ш. 39°46′ з. д. / 33,81° ю. ш. 39,76° з. д. | 9,0         |
| X      | 32°13′ ю. ш. 40°41′ з. д. / 32,22° ю. ш. 40,68° з. д. | 7,3         |

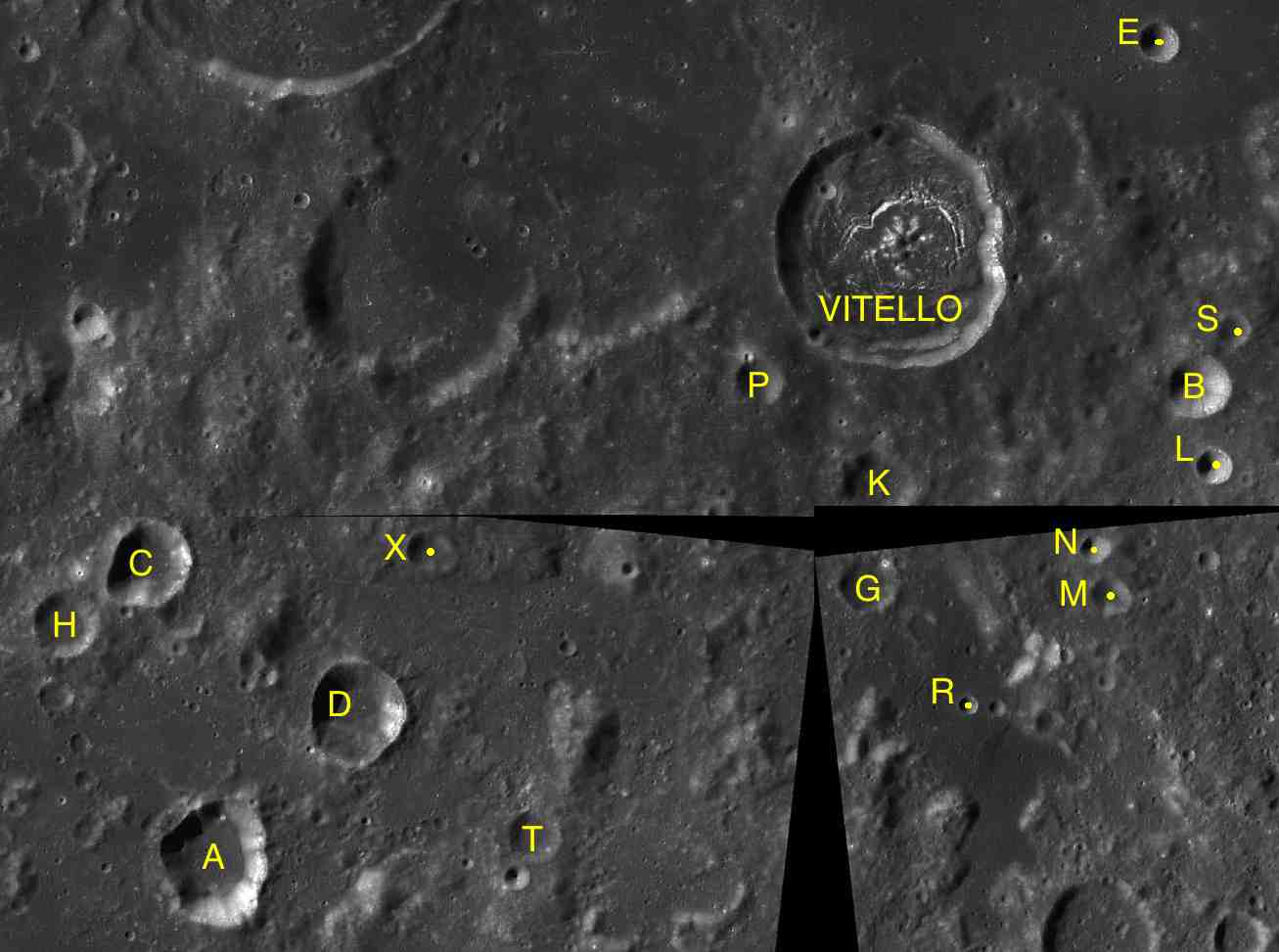
Фрагменты карт LAC-93, LAC-110, LAC-111.

- Сателлитные кратеры Витело A и Витело D включены в список кратеров с темными радиальными полосами на внутреннем склоне Ассоциации лунной и планетарной астрономии (ALPO)[7].